# Hierdense Beek

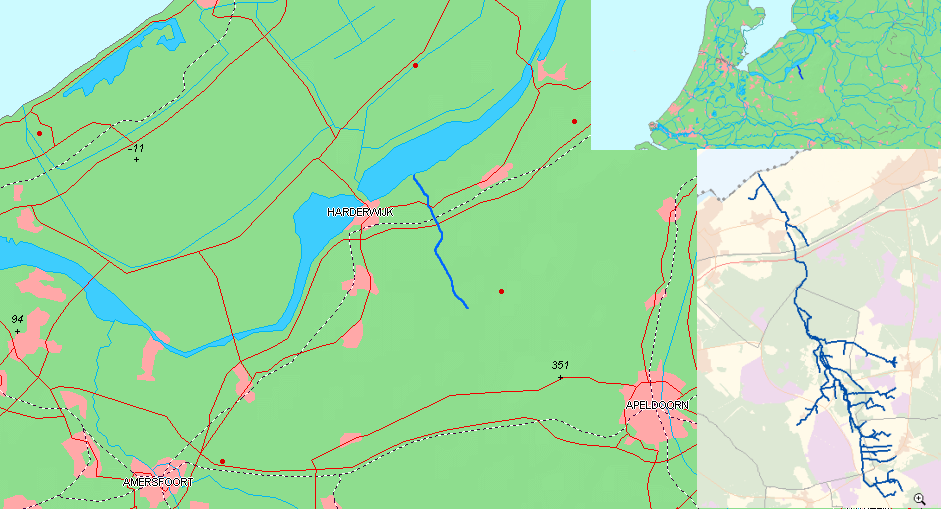
Carte de l'Hierdense Beek de l'Uddelermeer & Bleeke Meer au Veluwemeer

Le Hierdense Beek ou ruisseau Hierdense coule de l'Uddelermeer au Veluwe sur un parcours d'environ 25 km. Le ruisseau coule dans une petite vallée des plaines à ciel ouvert. Le ruisseau est appelé localement par d'autres noms.
Le Hierdense Beek est un corridor écologique entre la zone ouverte le long des lacs et la Veluwe.

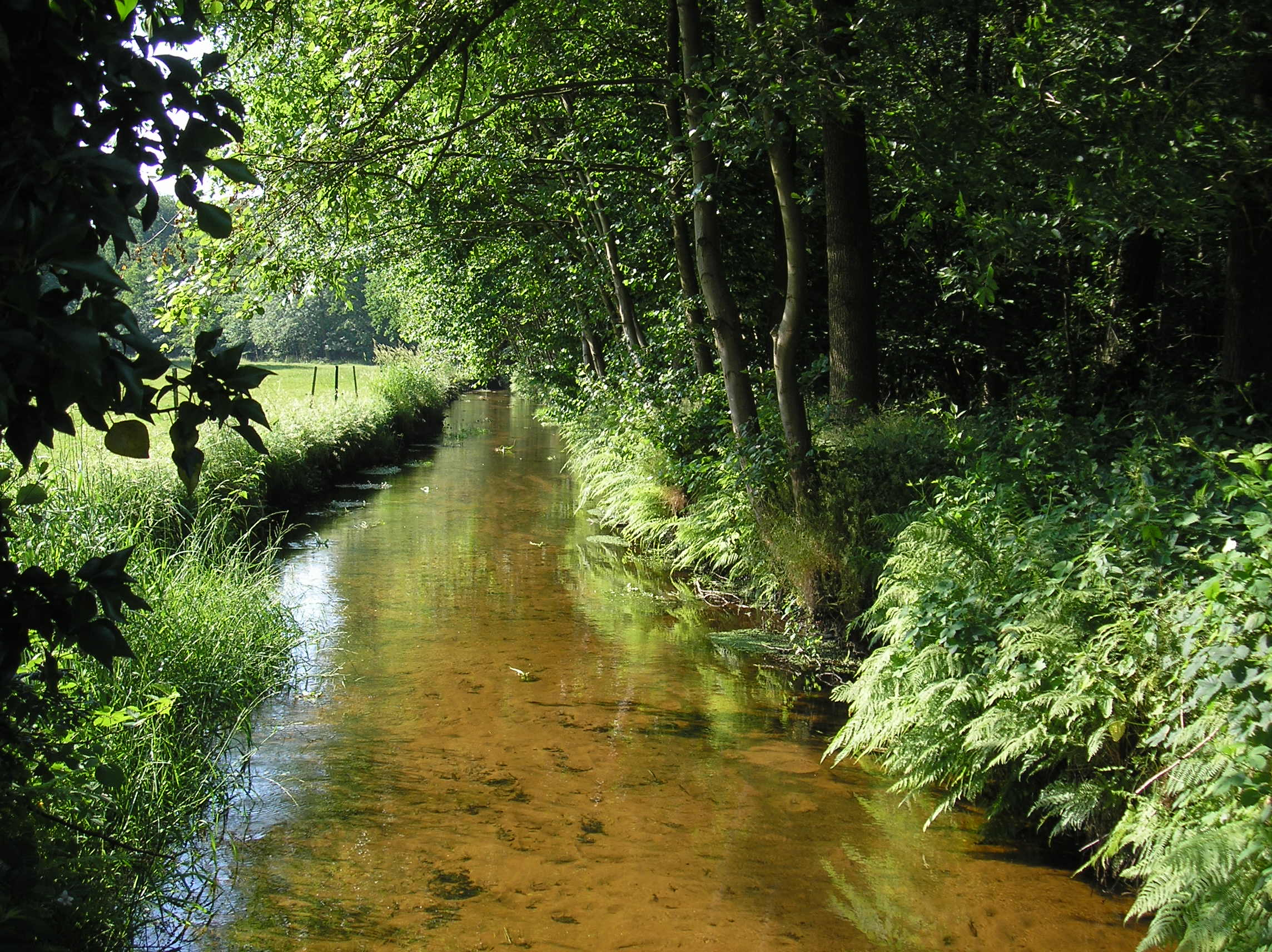
Le Hierdense Beek près du pont de Zwolse à Leuvenum

## Origine
Il y a 100 000 ans, une épaisse couche d'argile s'est formée. Il y a 10 000 ans le niveau des mers a baissé, les températures étaient plus basses qu'aujourd'hui. Pergélisol s'est formé, la Mer du Nord était plus basse et ne couvrait pas cet endroit qui était désertique. Sur le sol le vent a formé une couverture de sable, appelée dekzand. Quand le climat s'est réchauffé le Veluwe s'est boisé. D'abord avec du pin sylvestre, du bouleau et plus tard du chêne et du hêtre.
L'endroit étant argileux le cours d'eau le traverse 
.

## Le Beek Leuvenum
Le ruisseau le Beek Leuvenum coule le long des forêts Leuvenum et Leuvenhorst
.

## Faune et flore
Le ruisseau est un terrain fertile pour les insectes et les larves présents en variété. De nombreux oiseaux se rencontrent, notamment le Martin-pêcheur. 